# Munchmuseum

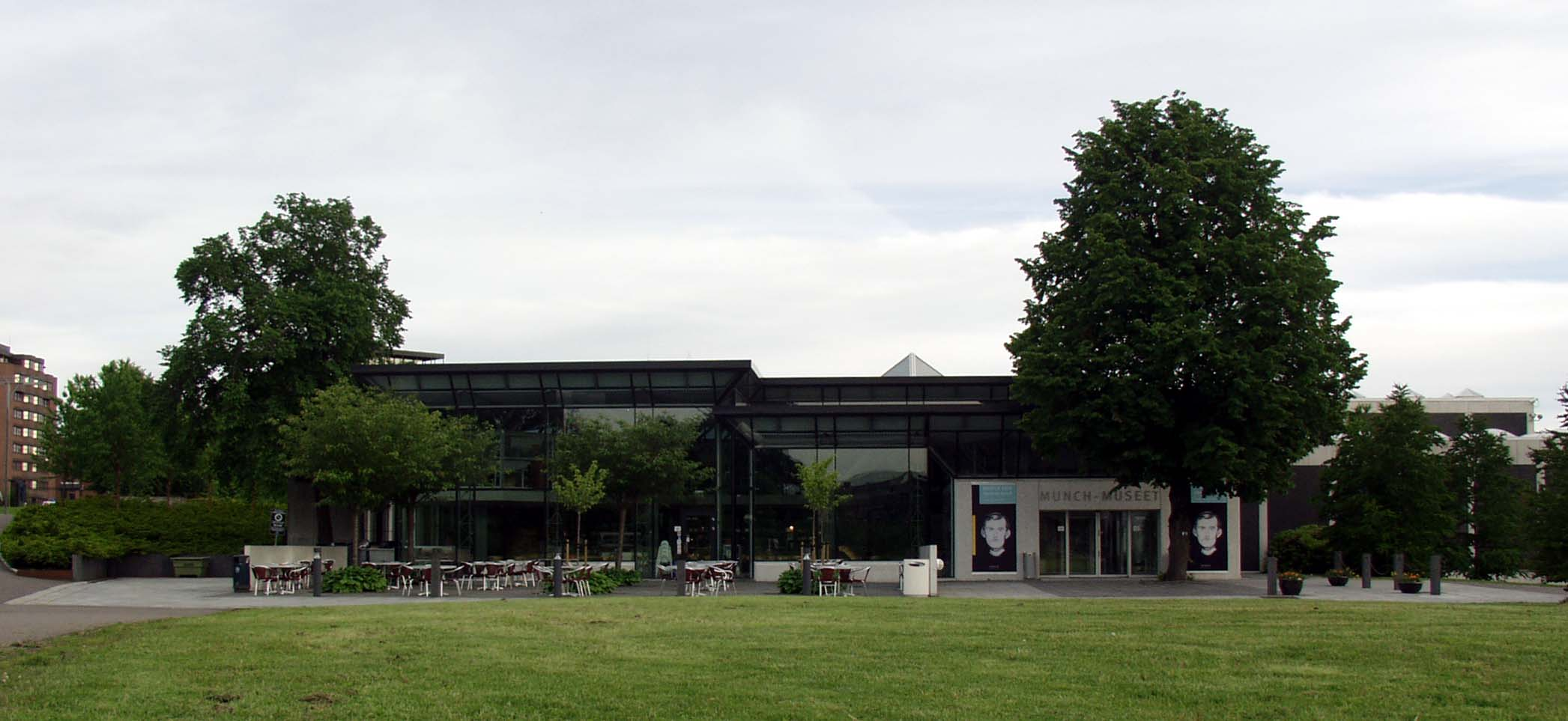
Het oude Munchmuseum

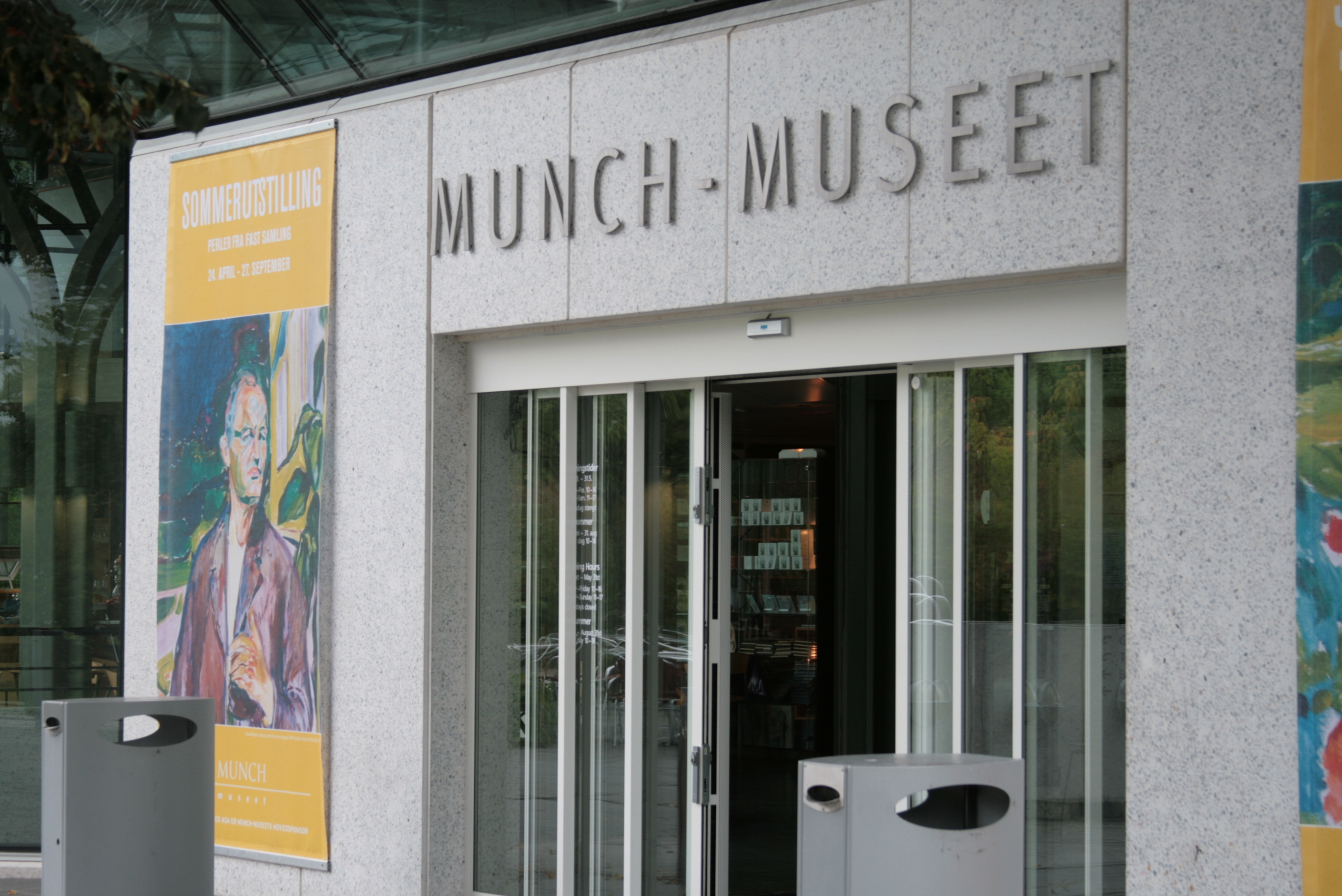
Ingang van het oude Munchmuseum

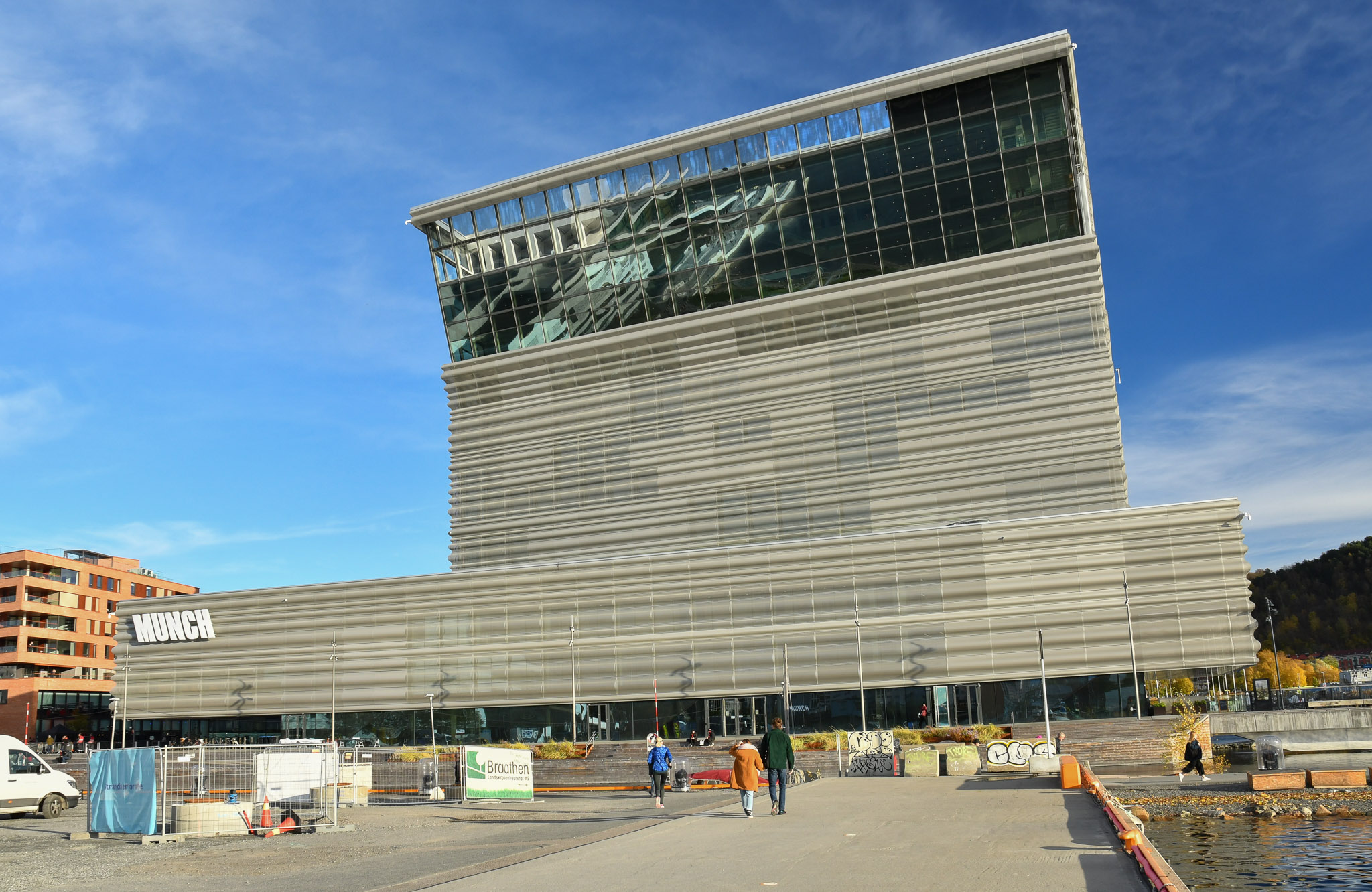
Het nieuwe Munchmuseum

Het Munchmuseum (Noors: Munch-museet ) is een voormalig museum in de Noorse hoofdstad Oslo gewijd aan de kunstenaar Edvard Munch. Het voormalig museum ligt aan de rand van het Tøyenpark. Sinds 2021 is het nieuwe Munchmuseum MUNCH geopend  op een nieuwe locatie.

## Collectie
De verzameling omvat het werk dat Munch na zijn dood in 1944 naliet aan de gemeente Oslo, aangevuld met onder meer werk in het bezit van Munchs zuster Inger. De collectie bevat meer dan de helft van het gehele schilderoeuvre van Munch en ten minste een kopie van elke prent die hij gemaakt heeft, in totaal ruim 1100 schilderijen, 15500 prenten, zes sculpturen, 500 etsplaten, 2240 boeken en andere voorwerpen. De totale collectie telt meer dan 42.000 objecten.
Naast de collectie omvatte het museum ook een onderzoekbibliotheek, een auditorium en een conserveringsafdeling.

## Geschiedenis
Het museum opende in 1963 ter ere van Munchs 100e geboortedag. Het museum was gevestigd aan de rand van het Tøyenpark, in een gebouw dat speciaal voor het museum ontworpen werd door de Noorse architecten Gunnar Fougner en Einar Myklebust. In 1994 werd het gebouw gerenoveerd en uitgebreid naar aanleiding van het vijftigjarig overleden van de kunstenaar, waarbij architect Myklebust nogmaals een belangrijke rol speelde.
Op 22 augustus 2004 werden de Madonna en een versie van De Schreeuw uit het museum gestolen door een bende gemaskerde en bewapende mannen. De rovers eisten een som van 1 miljoen dollar voor de schilderijen, maar de Noorse overheid weigerde dit te betalen. De rovers werden in de val gelokt door de Noorse politie en gearresteerd toen zij probeerden De Schreeuw te verkopen. De schilderijen werden uiteindelijk op 31 augustus 2006 teruggevonden, in licht beschadigde staat. Drie van de rovers werden in 2006 veroordeeld tot gevangenisstraffen van vier tot acht jaar. Het Munchmuseum was 10 maanden gesloten om nieuwe beveiligingssystemen ter waarde van 5 miljoen dollar te installeren.
In 2013 kondigde het stadsbestuur van Oslo aan dat het museum zou verhuizen naar LAMBDA, een nieuw gebouw voor het Munchmuseum in de Bjørvikawijk. Het Spaanse architectenbureau Herreros Arquitectos won hiervoor reeds in 2009 de ontwerpwedstrijd. De heropening, eerst voorzien in 2018,, vond plaats in 2021.

## Varia
- Het gebouw vormde het decor in 1984 voor een van de langspeelfilms van De Olsen-Bende.